# Amlash (shahrestan)
Amlash (persiska: Shahrestān-e Amlash, شهرستان املش, املش) är en shahrestan, delprovins, i Iran.   Den ligger i provinsen Gilan, i den norra delen av landet, 180 km nordväst om huvudstaden Teheran.
Delprovinsen hade 43 225 invånare 2016.